# Golf na Island Games 2011
Rozgrywki golfa na Island Games 2011 odbyły w dniach 28 czerwca – 1 lipca 2011 roku w Freshwater Golf Club i Shanklin Golf Club (Sandown) na wyspie Wight. Wzięło w nich udział 148 zawodników.

## Kalendarz
| R1 | Runda pierwsza | R2 | Runda druga | R3 | Runda trzecia | R4 | Runda czwarta |

| Data → Konkurencja ↓           | Śro 28 | Czw 29 | Pią 30 | Sob 1 |
| ------------------------------ | ------ | ------ | ------ | ----- |
| Gra pojedyncza mężczyzn        | R1     | R2     | R3     | R4    |
| Gra pojedyncza kobiet          | R1     | R2     | R3     | R4    |
| Konkurencja drużynowa mężczyzn | R1     | R2     | R3     | R4    |
| Konkurencja drużynowa kobiet   | R1     | R2     | R3     | R4    |

## Medaliści
| Konkurencja                    | Złoto                                                           | Złoto | Srebro                                                                      | Srebro | Brąz                                                                        | Brąz |
| Gra pojedyncza mężczyzn        | Paul Lowey                                                      | 273   | B. Robinson-Thompson                                                        | 278    | Damian Palanyandi                                                           | 287  |
| Gra pojedyncza kobiet          | Sara Larsson                                                    | 292   | Emma Powell                                                                 | 295    | Sophie Beardsall                                                            | 302  |
| Konkurencja drużynowa mężczyzn | Wyspa Man · Tom Harris · Paul Lowey · Kevin Moore · Mark Sutton | 845   | Wight George Foreman Darren Masterton Christopher Reed B. Robinson-Thompson | 856    | Guernsey · Daniel Blondel · Jamie Blondel · Robert Eggo · James Hamon       | 859  |
| Konkurencja drużynowa kobiet   | Wight Sophie Beardsall Sammi Keen Emma Powell Joanne Wright     | 906   | Gotlandia · Lina Billing · Linda Helledaij · Sara Larsson · Lina Svegsjö    | 924    | Guernsey · Di Aitchison · Janine Chamberlain · Abigail Howard · Aimee Ponte | 976  |

## Tabela medalowa
Tabela medalowa przedstawiała się następująco:
| Klasyfikacja medalowa |           |       |        |      |       |
| Lp.                   | Kraj      | złoto | srebro | brąz | razem |
| 1.                    | Wyspa Man | 2     | 0      | 0    | 2     |
| 2.                    | Wight     | 1     | 3      | 1    | 5     |
| 3.                    | Gotlandia | 1     | 1      | 0    | 2     |
| 4.                    | Guernsey  | 0     | 0      | 2    | 2     |
| 5.                    | Bermudy   | 0     | 0      | 1    | 1     |
|                       | Razem     | 4     | 4      | 4    | 12    |